# 柳井市立平郡東小学校
柳井市立平郡東小学校（やないしりつ へいぐんひがししょうがっこう）は、山口県柳井市平郡にある市立の小学校である。

## 概要
伊予灘に浮かぶ平郡島の東に位置する。児童がいなくなったため、2003年に休校した。2012年に児童1人が入学するのを機に校舎を改修した上で再び開校したが、2020年3月31日を以て再度休校となった。2023年4月1日、1年生1人が入学したのを機に再開。
へき地教育振興法施行規則に基づき、へき地等級四級に指定されている。

## 沿革
- 1872年（明治5年） - 大島郡第一大区平郡島東村枝小学校と称し、浄光寺を仮校舎として開校。
- 1880年（明治13年） - 大島郡第28小学区東平郡小学校と改称。
- 1886年（明治19年） - 平郡東尋常小学校と改称
- 1901年（明治34年） - 高等科を併設し、平郡東尋常高等小学校と改称。
- 1941年（昭和16年）4月1日 - 平郡東国民学校と改称。
- 1947年（昭和22年）4月1日 - 平郡村立平郡東小学校と改称。
- 1954年（昭和29年）5月1日 - 平郡村が柳井市と合併し、柳井市立平郡東小学校と改称。
- 2003年（平成15年） - 休校。
- 2012年（平成24年） - 再開校。
- 2020年（令和2年）3月31日 - 休校[1]。
- 2023年(令和5年)4月1日 - 再開校。

## 教育方針
教育目標
- 学びの楽しさを実感する心豊かでたくましい児童の育成
  - 子ども・地域・教師が元気を発揮できる学校

めざす児童像
- やさしい子
- 学ぶ子
- 強い子

めざす学校像
- 笑顔あふれる学校
- 児童が学ぶ喜びに満ちた学校
- 地域の拠り所となる学校

## 通学区域
- 柳井市
  - 平郡（東浦地区）

## 進学先中学校
かつては平郡東中学校が隣接していたが、1994年に柳井中学校に統合された。
- 柳井市立柳井中学校

## 校区内の主な施設
- 平郡東港
- 柳井市平郡出張所
- 柳井市立平郡診療所
- 平郡漁業協同組合
- 山口県農業協同組合平郡支所
- 五十谷三島
- 五十谷海水浴場
- 早田八幡宮
- 海童神社
- 海蔵院
- 浄光寺

## その他
- テレビ朝日（県内では山口朝日放送）で放送されたナニコレ珍百景で紹介され、2012年に入学した少女も登場した。また、この少女が好きな芸能人だというウド鈴木が来校し、その少女と校庭で遊ぶシーンも放送された。なお、2020年5月17日放送の「珍百景」では、中学3年生となったこの少女がテレビ電話で出演している。